# Fox Farm-College (Wyoming)
Fox Farm-College es un lugar designado por el censo ubicado en el condado de Laramie en el estado estadounidense de Wyoming. En el año 2010 tenía una población de 3.647 habitantes y una densidad poblacional de 419.2 personas por km².

## Geografía
Fox Farm-College se encuentra ubicado en las coordenadas 41°6′43.31″N 104°47′7.66″O / 41.1120306, -104.7854611. Según la Oficina del Censo, la localidad tiene un área total de 8,7 km² (3,4 mi²), de la cual 8,7 km² (3,4 mi²) es tierra y 0 km² (0 mi²) (0.0%) es agua.

### Localidades adyacentes
El siguiente diagrama muestra a las localidades en un radio de 52 kilómetros (32,3 mi) de Fox Farm-College.

## Demografía
En el 2000 la renta per cápita promedia del hogar era de $26.984, y el ingreso promedio para una familia era de $29.265. El ingreso per cápita para la localidad era de $15.099. En 2000 los hombres tenían un ingreso per cápita de $23.860 contra $23.924 para las mujeres. Alrededor 22 % de la población estaba bajo el umbral de pobreza nacional.